# Lliura sudanesa
La lliura sudanesa (àrab: جنيه سوداني, junayh sūdānī, o simplement جنيه, junayh) és la unitat monetària del Sudan; la primera lliura va circular fins al 1992, en què fou substituïda pel dinar sudanès, i fou reintroduïda el gener del 2007. El codi ISO 4217 és SDG i se subdivideix en 100 piastres (en àrab قرش, qirx; en plural قروش, qurūx). S'acostuma a abreujar LSd, o bé £Sd, utilitzant el símbol internacional de la lliura i l'abreviació del nom de l'estat.

## Història

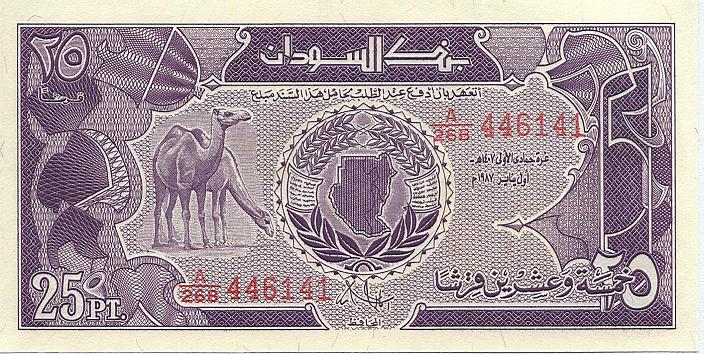
Bitllet de 25 antigues piastres del 1987

Les primeres lliures que van circular al Sudan foren les lliures egípcies, que foren substituïdes per la mateixa moneda sudanesa el 1956. Inicialment totes dues monedes eren equivalents. La lliura es dividia en 100 piastres, cadascuna de les quals subdividida en 10 mil·lims (en àrab مليم, millīm, pl. مليمات, millīmāt). La lliura fou substituïda pel dinar a un canvi de 10 lliures per dinar. Aquesta nova moneda no circulava al Sudan del Sud, on els preus es continuaven negociant en lliures, mentre que a Rumbek i Yei també era moneda d'ús corrent el xíling kenyà.
El 9 de gener del 2007 es va tornar a introduir la lliura en substitució del dinar, a raó de 100 dinars per lliura, tot i que les dues monedes van coexistir fins a l'1 de juliol. La fracció de la nova moneda torna a ser la piastra, que actualment ja no se subdivideix en mil·lims.

## Monedes i bitllets
Emesa pel Banc Central del Sudan (en àrab بنك السودان المركزي, Bank as-Sūdān al-Markazī), en circulen monedes d'1, 5, 10, 20 i 50 piastres, i bitllets d'1, 2, 5, 10, 20 i 50 lliures.

## Taxes de canvi
- 1 EUR = 59,9021 SDG (28 d'abril del 2020)
- 1 USD = 55,2991 SDG (28 d'abril del 2020)